# Zaxxon
Zaxxon é um jogo shooter isométrico de 1982, desenvolvido e lançado pela SEGA. Algumas fontes afirmam que a empresa de eletrônicos japonesa Ikegami Tsushinki também trabalhou no desenvolvimento de Zaxxon. O jogo traz a experiência de voo em um caça através de uma fortaleza atirando (mísseis, tiros, etc) em aviões inimigos. O objetivo do jogo é acertar a maior quantidade de alvos possível enquanto você não é abatido ou fica sem combustível, podendo realizar reabastecimento, esporadicamente, explodindo tambores de combustível.
Na época de seu lançamento, Zaxxon era único, e foi o primeiro jogo a empregar a projeção axonométrica, que empresta seu nome para o jogo (AXXON de projeção AXONométrica). A projeção axonométrica é um tipo de projeção isométrica: este efeito simula três dimensões de um ponto de vista de terceira pessoa. É também um dos primeiros videogames a exibir sombras na tela, para indicar a posição da nave em relação a superfície, o jogo também empregou um medidor de altitude, permitindo que o jogador controle a nave para cima ou para baixo  na superfície. Foi também o primeiro jogo de arcade a ter anúncios na televisão, com um comercial produzido pela Paramount Pictures por $150,000.
O recorde mundial no Zaxxon é 4,680,740 pontos por Vernon Kalanikaus de Laie, Hawai, em 15 de março de 1982, de acordo com a Twin Galaxies Intergalatic Scoreboard. Um bootleg do jogo foi lançado nos arcades em 1982 chamado Jackson.

## Conversões
Entre 1982 e 1985, Zaxxon foi portado para MS-DOS, Amiga1000, Apple II, Atari 8 bit family, Atari 2600, Atari 5200, MSX, ZX Spectrum, Commodore 64, Dragon 32, Colecovision, Intellivision, SEGA SG-1000.
O Atari 2600 e o Intellivision portaram de forma diferente devido a limitação técnica, utilizaram a visão em terceira pessoa porem sem os gráficos isométricos das outras versões.
Em 1983, Coleco lançou uma espécie de tablet com uma tela dupla de VFD. A Bandai lançou o dois consoles portáteis Zaxxon: um tablet com VFD no mercado europeu e japonês, e um card game em LCD vendido no mundo todo.
Em 2006, Zaxxon foi incluível como bônus no SEGA GENESIS COLLECTION para PlayStation 2 e PSP. O jogo original foi incluído no PS2,e Super Zaxxon esta disponível no PSP. Zaxxon também esta incluso como um jogo de arcade desbloqueável no Sonic's Ultimate Genesis Collection para o Xbox360 e PlayStation 3.
A versão de arcade foi relançada no Virtual Console no Japão em 15 de Dezembro de 2009, a região PAL em 5 março de 2010 e na América do norte em 12 de Abril de 2010.

### Clones
Adaptações não autorizadas do jogo foram publicadas para o TI 99/4A, Arcturus, Amstrad CPC(Zaxx), BBC Micro (Fortress)(1984), e o TRS-80 Color Computer(Zakssund,1983).
Hostile All Terrain Enconter (H.A.T.E) é um clone de Zaxxon desenvolvido pela Vortex Software para diversos Computadores 8-bit  e 16-bit e publicado pela Gremlin Graphics em 1989.

## Recepção
A Video Games em 1983 chamou a versão do Colecovision de "passo para um novo sistema".
A Video Magazine também elogiou a mesma na coluna "Arcade Alley", descrevendo-o como "Um dos jogos mais emocionantes disponíveis", e salientou que a única "critica séria" da versão original de arcade foi a seguinte" Muitos jogadores sentiram que precisavam de lições de voo com um fantasma para ter uma chance de ter um bom desempenho".
A Softiline em 1983 chamou a versão de Atari de "Um jogo de computador tridimensional excelente[...]desde Choplifter não há jogo que parecesse tão impressionante". A revista também gostou dos gráficos do Applle II e TRS-80 apesar desses computadores serem limitados, previram que Zaxxon seria um "best-seller" a longo prazo.
Em 1984 os leitores da revista  que tem o nome do jogo o colocaram na 5.ª colocação na lista de programas mais populares da Apple, o pior programa da Atari, e o terceiro pior de 1983.
A K-Power classificou a versão 8-bits do Color Computer com 8 pontos de 10. A revista elogiou "excelentes gráficos tridimensionais", e concluiu com "Zaxxon é um jogo que não há elogios suficientes".
A II computing classificou Zaxxon no quarto lugar do Top de jogos para Apple II no final de 1995, baseado em cotas de mercado e dados de vendas.

## Legado
Zaxxon teve uma sequela nos arcades: Super Zaxxon. O esquema de cores é diferente, a nave do jogador voa mais rápido (aumentando sua dificuldade), e o robô do fim da segunda fortaleza foi substituído por um dragão.
Em 1982 Milton Bradley fez um jogo de tabuleiro do jogo.
Em 1987 Zaxxon 3-D foi lançado para o Sega Master System. Esse console usa seu óculos 3-D para dar uma percepção extra. Junto com os ports de Atari 2600 e Intellivision, utilizaram rolagem ao invés do Isométrico.
Zaxxon's Motherbase 2000 foi lançado para o Sega 32X em 1995. É o primeiro Zaxxon a incorporar gráficos poligonais.
Zaxxon sustentou este nome apenas nos Estados Unidos, a versão japonesa se chama Parasquad, e a europeia Motherbase. Os críticos americanos observaram que o jogo feito em outras regiões não justificava a marca Zaxxon.
Em 2012 Zaxxon foi exibido na exposição 'The art of Videogames'. Uma sequela direta, Zaxxon Escape, foi lançado em 4 de Outubro de 2012 para dispositivos Android e Apple. O jogo foi criticado por ser uma lembrança do que foi o original.

### Na cultura pop
Um port da versão console de Zaxxon foi mostrado no vídeo da música que serve de trilha para Nova Ordem "Blue Monday".
Zaxxon foi destaque do enredo do filme independente "Hollywood Zap!".
No filme de terror "Sexta feira 13 - O capitulo final", Tommy Jarvis jogava "Zaxxon" com sua máscara.
O podcast NPR "Pop Culture Happy Hour" tem uma regra de tópico com o nome "Regra Zaxxon".

## Jogos Similares
Future Spy foi criado pela SEGA em 1984. Esse jogo usa o mesmo hardware de Zaxxon e tem um gameplay muito similar aos jogos com temática militar.
Viewpoint foi criado pela Sammy em 1992 para o sistema Neo-geo. Esse jogo utiliza um perspectiva 3/4 similar ao gameplay de Zaxxon.